# أوليفر سكيب
أوليفر سكيب (بالإنجليزية: Oliver Skipp)‏ (مواليد 16 سبتمبر 2000) هو لاعب كرة قدم إنجليزي يلعب في مركز الوسط في نادي نورويتش سيتي على سبيل الإعارة.

## روابط خارجية
- أوليفر سكيب على موقع الاتحاد الأوربي (الإنجليزية)
- أوليفر سكيب على موقع إي إس بي إن إف سي (الإنجليزية)
- أوليفر سكيب على موقع قاعدة بيانات كرة القدم.إي يو (الإنجليزية)
- أوليفر سكيب على موقع ليكيب (الفرنسية)
- أوليفر سكيب على موقع Soccerbase.com (لاعب) (الإنجليزية)
- أوليفر سكيب على موقع Soccerway.com (الإنجليزية)
- أوليفر سكيب على موقع عالم كرة القدم.نت (الإنجليزية)